# K.Bay.Sts.B. Blatt 307

Ansichten zum offenen Güterwagen nach Blatt 307

Bei diesem Bayerischen Güterwagen handelt es sich um einen zweiachsigen offenen Güterwagen nach dem Musterblatt 307 für die Bayerischen Staatseisenbahnen gem. Wagenstandsverzeichnis von 1913. Der Wagentyp wurde in zwei unterschiedlichen Ausführungen gebaut.

## Konstruktive Merkmale

### Untergestell
Der Rahmen der Wagen war schon komplett aus Profileisen aufgebaut und genietet. Die äußeren Längsträger hatten U-Form mit nach außen gerichteten Flanschen. Die Querträger waren ebenfalls aus U-Profilen und nicht gekröpft. Als Zugeinrichtung hatten die Wagen Schraubenkupplungen mit Sicherheitsbügel. Die Zugstange war durchgehend und mittig gefedert. Als Stoßeinrichtung besaßen die Wagen zweifach geschlitzte Korbpuffer mit einer Einbaulänge von 612 mm. Die Pufferteller hatten einen Durchmesser von 370 mm.
Bei den Wagen mit Bremsen war das Untergestell war auf einer Seite zur Bremserplattform ausgebildet. Das einseitig zugängliche Bremserhaus entsprach bayerischen Baugrundsätzen.

### Laufwerk
Die Wagen hatten aus Flacheisern geschmiedete Fachwerk-Achshalter. Gelagert waren die Achsen in Gleitachslager. Die Räder hatten Speichenradkörper der Bauart 38 mit einem Raddurchmesser von 986 mm. Die ursprüngliche Federung bestand aus acht 1.130 mm langen Federeisen mit einem Querschnitt von 76 × 13 mm. Nach 1876 wurden die Federn aller Wagen verstärkt Im Zug dieser Umbauten erhielten die Wagen nunmehr ein Federpaket mit neun Federeisen.
Bei den gebremsten Wagen wurden alle Räder beidseitig gebremst, das Bremsgestänge hatte mittige Umlenkhebel in der bayerischen Bauform.

### Wagenkasten
Bei den ungebremsten Wagen waren alle Seitenwände des Wagenkastens abbordbar, bei den gebremsten war die Stirnwand auf der Bremserhausseite fest mit dem Wagenkasten verbunden. Bei einzelnen Wagen konnten die Seiten- und Stirnwände nur mit Hilfe von Werkzeugen abgebaut werden. Das Gerippe der Wagenwände bestand aus U- und Flachprofilen. Die Wagenwände hatten eine Stärke von 45 mm.
Die beidseitigen Ladeöffnungen hatten zweiflügelige, nach außen zu öffnende Türen aus Holz mit eisernen Verstärkungen und einer lichten Ladebreite von 1.500 mm. Beim Typ 307I waren die Bordwände 1.100 mm hoch, beim Typ 307II 1.200 mm.
Der Wagenkasten war auf einer Seite verkürzt. Dort befand sich die Bremserplattform. Das Dach war bis zum Ende der 525 mm breiten Plattform durchgehend, so dass diese Überdacht war. Das Dach wurde durch zwei seitliche Stützen abgefangen.

## Wagennummern
| Herstelldaten                  | Herstelldaten                  | Herstelldaten                  | Wagennummern je Epoche                                                                                                 | Wagennummern je Epoche | Wagennummern je Epoche  | Wagennummern je Epoche | Wagennummern je Epoche | Abmessungen | Abmessungen | Fahrwerk | Fahrwerk | Fahrwerk | Fahrwerk | Wände | Wände | Fassungsraum | Fassungsraum | Fassungsraum | Fassungsraum | Gewichte | Gewichte | Zusatzinfos | |
| Bau- jahr                      | Her- steller                   | Anz.                           | ab 1875 | ab 1909 (1907) | DRG (ab 1923)           | DRG (ab 1930) | Aus- gemu- stert | LüP [mm] | Höhe über SOK [mm] | Anz. Achs. | Lenk- achs. | Achs- stand [mm] | Brem- sen | Stirn- wände | Seiten- wände | Lade- länge [mm] | Lade- breite [mm] | Boden- fläche m2 | Lade- raum m3 | Lade- gewicht [kg] | Eigen- gewicht [kg] | Bemerkungen | |
| Blatt-Nr. 307I (ehemals 208)   | Blatt-Nr. 307I (ehemals 208)   | Blatt-Nr. 307I (ehemals 208)   | O.m. | O.q. | Om                      | Om | | | | | (siehe Legende) | | (siehe Legende) | Wände abbordbar | Wände abbordbar | | | | | | | Bordhöhe : 1.100 mm | |
| ------------------------------ | ------------------------------ | ------------------------------ | --- | --- | ----------------------- | --- | --- | --- | --- | --- | --- | --- | --- | --- | --- | --- | --- | --- | --- | --- | --- | --- | --- |
| 1868/72                        |                                | 13                             | 51 418 51 419 51 423 51 425 51 436 51 880 51 937 51 939 51 954 52 167 52 168 52 170 52 888                             | Re 51 418 Re 51 419 Re 51 423 Re 51 425 Re 51 436 Re 51 880 Re 51 937 Re 51 939 Re 51 964 Re 52 167 Re 52 168 Re 52 170 Re 52 888                                      |                         | | | 8.264 | 2.417 | 2 | | 3.650 | | 2 | 2 | 7.000 | 2.335 | 16,7 | 18,4 | 12,5 | 6,10 – 6,90 | | |
| Blatt-Nr. 307II (ehemals 208)  | Blatt-Nr. 307II (ehemals 208)  | Blatt-Nr. 307II (ehemals 208)  | O.m. | O.q. | Om                      | Om | | | | | (siehe Legende) | | (siehe Legende) | Wände abbordbar | Wände abbordbar | | | | | | | Bordhöhe : 1.200 mm | |
| 1868/72                        |                                | 17                             | 51 378 51 420 52 429 51 431 51 443 51 475 51 478 51 483 51 497 51 506 51 658 51 874-51 875 51 885 51 961 52 887 52 893 | Re 51 378 Re 51 420 Re 52 429 RE 51 431 Re 51 443 Re 51 475 Re 51 478 Re 51 483 Re 51 497 Re 51 506 Re 51 658 Re 51 874-51 875 Re 51 885 Re 51 961 Re 52 887 Re 52 893 |                         | | | 8.264 | 2.417 | 2 | | 3.650 | | 2 | 2 | 7.000 | 2.335 | 15,9 | 16,7 | 12,5 | 6,10 – 7,00 | | |
| Blatt-Nr. 307III (ehemals 208) | Blatt-Nr. 307III (ehemals 208) | Blatt-Nr. 307III (ehemals 208) | O.m. | O.q. | Om                      | Om | | | | | (siehe Legende) | | (siehe Legende) | Wände abbordbar | Wände abbordbar | | | | | | | Bordhöhe : 1.200 mm | |
| 1866/71                        |                                | 8                              | 51 586 51 592 52 597 51 690 51 775 51 925 51 944 52 040                                                                | Re 51 586 Re 51 592 Re 52 597 Re 51 690 Re 51 775 Re 51 925 Re 51 944 Re 52 040                                                                                        |                         | | | 8.264 | 3.084 | 2 | | 3.650 | Brh. | 1 | 2 | 6.440 | 2.335 | 15,3 | 16,1 | 12,5 | 7,50 – 7,80 | Stirnwand nur mit Werkzeug abnehmbar | |
| Blatt-Nr. 307IV (ehemals 208)  | Blatt-Nr. 307IV (ehemals 208)  | Blatt-Nr. 307IV (ehemals 208)  | O.m. | O.q. | Om                      | Om | | | | | (siehe Legende) | | (siehe Legende) | Wände abbordbar | Wände abbordbar | | | | | | | Bordhöhe : 1.200 mm | |
| 1866/68                        |                                | 1                              | 51 948 | Re 51 948 |                         | | | 8.264 | 3.084 | 2 | | 3.650 | Brh. | 1 | 2 | 6.440 | 2.335 | 15,8 | 19,0 | 12,5 | 7,50 – 7,70 | Stirnwand nur mit Werkzeug abnehmbar | |
| Blatt-Nr. 307V (ehemals 202)   | Blatt-Nr. 307V (ehemals 202)   | Blatt-Nr. 307V (ehemals 202)   | O.m. | O.q. | Om                      | Om | | | | | (siehe Legende) | | (siehe Legende) | Wände abbordbar | Wände abbordbar | | | | | | | Bordhöhe : 1.200 mm | |
| 1866/68                        |                                | 2                              | 51 686 51 771 | Re 51 686 Re 51 771 |                         | | | 8.264 | 3.084 | 2 | | 3.650 | Brh. | 1 | 2 | 6.440 | 2.335 | 15,8 | 19,0 | 12,5 | 7,50 – 7,70 | Stirnwand nur mit Werkzeug abnehmbar | |
| Legende Bremsen                | Legende Bremsen                | Legende Bremsen                | Legende Bremsen | Handbremstypen | Handbremstypen          | BrH = Bremserhaus; Pl = Handbremse auf Plattform; Fsbr = Freisitzbremse | BrH = Bremserhaus; Pl = Handbremse auf Plattform; Fsbr = Freisitzbremse | BrH = Bremserhaus; Pl = Handbremse auf Plattform; Fsbr = Freisitzbremse | BrH = Bremserhaus; Pl = Handbremse auf Plattform; Fsbr = Freisitzbremse | BrH = Bremserhaus; Pl = Handbremse auf Plattform; Fsbr = Freisitzbremse | BrH = Bremserhaus; Pl = Handbremse auf Plattform; Fsbr = Freisitzbremse | BrH = Bremserhaus; Pl = Handbremse auf Plattform; Fsbr = Freisitzbremse | BrH = Bremserhaus; Pl = Handbremse auf Plattform; Fsbr = Freisitzbremse | BrH = Bremserhaus; Pl = Handbremse auf Plattform; Fsbr = Freisitzbremse | BrH = Bremserhaus; Pl = Handbremse auf Plattform; Fsbr = Freisitzbremse | BrH = Bremserhaus; Pl = Handbremse auf Plattform; Fsbr = Freisitzbremse | BrH = Bremserhaus; Pl = Handbremse auf Plattform; Fsbr = Freisitzbremse | BrH = Bremserhaus; Pl = Handbremse auf Plattform; Fsbr = Freisitzbremse | BrH = Bremserhaus; Pl = Handbremse auf Plattform; Fsbr = Freisitzbremse | BrH = Bremserhaus; Pl = Handbremse auf Plattform; Fsbr = Freisitzbremse | BrH = Bremserhaus; Pl = Handbremse auf Plattform; Fsbr = Freisitzbremse | BrH = Bremserhaus; Pl = Handbremse auf Plattform; Fsbr = Freisitzbremse | BrH = Bremserhaus; Pl = Handbremse auf Plattform; Fsbr = Freisitzbremse |
|                                |                                |                                | | Druckluftbremsen | Druckluftbremsen        | Hnbr = Henri-Bremse; Hsbr = Henri-Schnellbremse; Kp. = Knorr-Bremse; Sbr. = Schleifer-Bremse; Ssbr = Schleifer-Schnellbremse; Wbr = Westinghouse-Bremse; Wsbr = Westinghouse-Schnellbremse; | Hnbr = Henri-Bremse; Hsbr = Henri-Schnellbremse; Kp. = Knorr-Bremse; Sbr. = Schleifer-Bremse; Ssbr = Schleifer-Schnellbremse; Wbr = Westinghouse-Bremse; Wsbr = Westinghouse-Schnellbremse; | Hnbr = Henri-Bremse; Hsbr = Henri-Schnellbremse; Kp. = Knorr-Bremse; Sbr. = Schleifer-Bremse; Ssbr = Schleifer-Schnellbremse; Wbr = Westinghouse-Bremse; Wsbr = Westinghouse-Schnellbremse; | Hnbr = Henri-Bremse; Hsbr = Henri-Schnellbremse; Kp. = Knorr-Bremse; Sbr. = Schleifer-Bremse; Ssbr = Schleifer-Schnellbremse; Wbr = Westinghouse-Bremse; Wsbr = Westinghouse-Schnellbremse; | Hnbr = Henri-Bremse; Hsbr = Henri-Schnellbremse; Kp. = Knorr-Bremse; Sbr. = Schleifer-Bremse; Ssbr = Schleifer-Schnellbremse; Wbr = Westinghouse-Bremse; Wsbr = Westinghouse-Schnellbremse; | Hnbr = Henri-Bremse; Hsbr = Henri-Schnellbremse; Kp. = Knorr-Bremse; Sbr. = Schleifer-Bremse; Ssbr = Schleifer-Schnellbremse; Wbr = Westinghouse-Bremse; Wsbr = Westinghouse-Schnellbremse; | Hnbr = Henri-Bremse; Hsbr = Henri-Schnellbremse; Kp. = Knorr-Bremse; Sbr. = Schleifer-Bremse; Ssbr = Schleifer-Schnellbremse; Wbr = Westinghouse-Bremse; Wsbr = Westinghouse-Schnellbremse; | Hnbr = Henri-Bremse; Hsbr = Henri-Schnellbremse; Kp. = Knorr-Bremse; Sbr. = Schleifer-Bremse; Ssbr = Schleifer-Schnellbremse; Wbr = Westinghouse-Bremse; Wsbr = Westinghouse-Schnellbremse; | Hnbr = Henri-Bremse; Hsbr = Henri-Schnellbremse; Kp. = Knorr-Bremse; Sbr. = Schleifer-Bremse; Ssbr = Schleifer-Schnellbremse; Wbr = Westinghouse-Bremse; Wsbr = Westinghouse-Schnellbremse; | Hnbr = Henri-Bremse; Hsbr = Henri-Schnellbremse; Kp. = Knorr-Bremse; Sbr. = Schleifer-Bremse; Ssbr = Schleifer-Schnellbremse; Wbr = Westinghouse-Bremse; Wsbr = Westinghouse-Schnellbremse; | Hnbr = Henri-Bremse; Hsbr = Henri-Schnellbremse; Kp. = Knorr-Bremse; Sbr. = Schleifer-Bremse; Ssbr = Schleifer-Schnellbremse; Wbr = Westinghouse-Bremse; Wsbr = Westinghouse-Schnellbremse; | Hnbr = Henri-Bremse; Hsbr = Henri-Schnellbremse; Kp. = Knorr-Bremse; Sbr. = Schleifer-Bremse; Ssbr = Schleifer-Schnellbremse; Wbr = Westinghouse-Bremse; Wsbr = Westinghouse-Schnellbremse; | Hnbr = Henri-Bremse; Hsbr = Henri-Schnellbremse; Kp. = Knorr-Bremse; Sbr. = Schleifer-Bremse; Ssbr = Schleifer-Schnellbremse; Wbr = Westinghouse-Bremse; Wsbr = Westinghouse-Schnellbremse; | Hnbr = Henri-Bremse; Hsbr = Henri-Schnellbremse; Kp. = Knorr-Bremse; Sbr. = Schleifer-Bremse; Ssbr = Schleifer-Schnellbremse; Wbr = Westinghouse-Bremse; Wsbr = Westinghouse-Schnellbremse; | Hnbr = Henri-Bremse; Hsbr = Henri-Schnellbremse; Kp. = Knorr-Bremse; Sbr. = Schleifer-Bremse; Ssbr = Schleifer-Schnellbremse; Wbr = Westinghouse-Bremse; Wsbr = Westinghouse-Schnellbremse; | Hnbr = Henri-Bremse; Hsbr = Henri-Schnellbremse; Kp. = Knorr-Bremse; Sbr. = Schleifer-Bremse; Ssbr = Schleifer-Schnellbremse; Wbr = Westinghouse-Bremse; Wsbr = Westinghouse-Schnellbremse; | Hnbr = Henri-Bremse; Hsbr = Henri-Schnellbremse; Kp. = Knorr-Bremse; Sbr. = Schleifer-Bremse; Ssbr = Schleifer-Schnellbremse; Wbr = Westinghouse-Bremse; Wsbr = Westinghouse-Schnellbremse; | Hnbr = Henri-Bremse; Hsbr = Henri-Schnellbremse; Kp. = Knorr-Bremse; Sbr. = Schleifer-Bremse; Ssbr = Schleifer-Schnellbremse; Wbr = Westinghouse-Bremse; Wsbr = Westinghouse-Schnellbremse; |
|                                |                                |                                | | Saugluftbremsen | Saugluftbremsen         | Hbr = Hardy-Bremse; Ahbr = Autom. Hardy-Vacuumbremse | Hbr = Hardy-Bremse; Ahbr = Autom. Hardy-Vacuumbremse | Hbr = Hardy-Bremse; Ahbr = Autom. Hardy-Vacuumbremse | Hbr = Hardy-Bremse; Ahbr = Autom. Hardy-Vacuumbremse | Hbr = Hardy-Bremse; Ahbr = Autom. Hardy-Vacuumbremse | Hbr = Hardy-Bremse; Ahbr = Autom. Hardy-Vacuumbremse | Hbr = Hardy-Bremse; Ahbr = Autom. Hardy-Vacuumbremse | Hbr = Hardy-Bremse; Ahbr = Autom. Hardy-Vacuumbremse | Hbr = Hardy-Bremse; Ahbr = Autom. Hardy-Vacuumbremse | Hbr = Hardy-Bremse; Ahbr = Autom. Hardy-Vacuumbremse | Hbr = Hardy-Bremse; Ahbr = Autom. Hardy-Vacuumbremse | Hbr = Hardy-Bremse; Ahbr = Autom. Hardy-Vacuumbremse | Hbr = Hardy-Bremse; Ahbr = Autom. Hardy-Vacuumbremse | Hbr = Hardy-Bremse; Ahbr = Autom. Hardy-Vacuumbremse | Hbr = Hardy-Bremse; Ahbr = Autom. Hardy-Vacuumbremse | Hbr = Hardy-Bremse; Ahbr = Autom. Hardy-Vacuumbremse | Hbr = Hardy-Bremse; Ahbr = Autom. Hardy-Vacuumbremse | Hbr = Hardy-Bremse; Ahbr = Autom. Hardy-Vacuumbremse |
| Legende Lenkachsen             | Legende Lenkachsen             | Legende Lenkachsen             | Legende Lenkachsen | Bauarten der Lenkachsen | Bauarten der Lenkachsen | A4 = Länderbahnversion A4; V = Vereinslenkachse (VDEV) | A4 = Länderbahnversion A4; V = Vereinslenkachse (VDEV) | A4 = Länderbahnversion A4; V = Vereinslenkachse (VDEV) | A4 = Länderbahnversion A4; V = Vereinslenkachse (VDEV) | A4 = Länderbahnversion A4; V = Vereinslenkachse (VDEV) | A4 = Länderbahnversion A4; V = Vereinslenkachse (VDEV) | A4 = Länderbahnversion A4; V = Vereinslenkachse (VDEV) | A4 = Länderbahnversion A4; V = Vereinslenkachse (VDEV) | A4 = Länderbahnversion A4; V = Vereinslenkachse (VDEV) | A4 = Länderbahnversion A4; V = Vereinslenkachse (VDEV) | A4 = Länderbahnversion A4; V = Vereinslenkachse (VDEV) | A4 = Länderbahnversion A4; V = Vereinslenkachse (VDEV) | A4 = Länderbahnversion A4; V = Vereinslenkachse (VDEV) | A4 = Länderbahnversion A4; V = Vereinslenkachse (VDEV) | A4 = Länderbahnversion A4; V = Vereinslenkachse (VDEV) | A4 = Länderbahnversion A4; V = Vereinslenkachse (VDEV) | A4 = Länderbahnversion A4; V = Vereinslenkachse (VDEV) | A4 = Länderbahnversion A4; V = Vereinslenkachse (VDEV) |